# Souroubea stichadenia
Souroubea stichadenia är en tvåhjärtbladig växtart som beskrevs av De Roon. Souroubea stichadenia ingår i släktet Souroubea och familjen Marcgraviaceae. Inga underarter finns listade i Catalogue of Life.